# Franco Gentile
Franco Gentile, vollständiger Name Franco Guillermo Gentile Rotondaro, (* 19. Februar 1997 in Montevideo) ist ein uruguayischer Fußballspieler.

## Karriere

### Verein
Der 1,69 Meter große Mittelfeldakteur Gentile wurde zur Apertura 2014 aus der Nachwuchsmannschaft in den Erstligakader der Montevideo Wanderers beordert. Er debütierte im Alter von 17 Jahren am 13. September 2014 unter Trainer Alfredo Arias in der Primera División, als er bei der 2:3-Heimniederlage gegen Racing in der 77. Spielminute für Adrián Colombino eingewechselt wurde. In der Spielzeit 2014/15 wurde er dreimal (kein Tor) in der höchsten uruguayischen Spielklasse eingesetzt. Während der Saison 2015/16 und der Spielzeiten 2016 und 2017 kam er nicht zum Einsatz. Anfang März 2017 wurde er an den Zweitligisten Huracán Football Club ausgeliehen, für den er bislang (7. August 2017) fünf Zweitligapartien (kein Tor) absolvierte.

### Nationalmannschaft
Gentile ist Mitglied der uruguayischen U-18-Nationalmannschaft. Im Juni 2015 wurde er seitens des U-18-Trainers Alejandro Garay für ein Trainingslager in Vorbereitung auf ein im Folgemonat in Los Angeles stattfindendes Vier-Nationen-Freundschaftsspiel-Turnier berufen.